# Deborah Warner
Deborah Warner, född 12 maj 1959 i Oxford, är en engelsk teaterregissör.

## Biografi
Deborah Warner studerade regi vid Central School of Speech and Drama vid University of London. 1980 startade hon sin egen teatergrupp Kick Theatre Company. Hon har redan från början enbart intresserat sig för klassiker och med Kicks regisserade hon bland annat Georg Büchners Woyzeck 1981 och William Shakespeares Kung Lear 1985. 1987 knöts hon till Royal Shakespeare Company där hon samma år fick sitt stora genombrott med den svårspelade Titus Andronicus, Shakespeares våldsammaste pjäs, med mycket realistiskt våld och blod på scenen och balanserande på gränsen mellan fars och skräck. Föreställningen turnerade bland annat till Köpenhamn och Århus. Deborah Warner har också återkommande regisserat på Royal National Theatre, där hon 1995 satte upp en uppmärksammad Richard II med Fiona Shaw i titelrollen. 1999 satte hon upp T. S. Eliots dikt The Waste Land (Det öde landet) på Wilton's Music Hall i London, vilken turnerade världen runt och bland annat besökte Festspillene i Bergen. Sedan år 2000 är hon knuten till Abbey Theatre i Dublin. Deborah Warner har även regisserat ett flertal operaföreställningar. 1994 blev hennes version av Wolfgang Amadeus Mozarts Don Giovanni utbuad på Glyndebourne Festival Opera då hon förflyttat handlingen till modern tid och skådespelarna bar enkla, moderna dräkter. Hennes föreställningar har också varit inbjudna till Festspelen i Salzburg, Edinburgh Festival Fringe, Perth International Arts Festival och Lincoln Center Festival. Hon har regisserat på Théâtre de l'Odéon i Paris och i Dhaka i Bangladesh. Bland priser hon tilldelats kan nämnas Laurence Olivier Award 1988 och 1992 samt Tony Award 2003. 1992 mottog hon Arts et Lettres-orden och 2006 Brittiska imperieorden CBE.